# تارجي أندرسن
تارجي أندرسن (بالنرويجية البوكمول: Terje Andersen)‏ هو متزلج سريع نرويجي، ولد في 4 مارس 1952 في تونسبرغ في النرويج.

## وصلات خارجية
- تارجي أندرسن على موقع SpeedSkatingBase.eu (الإنجليزية)
- تارجي أندرسن على موقع SpeedSkatingNews.info (الإنجليزية)
- تارجي أندرسن على موقع SpeedSkatingStats.com (الإنجليزية)
- تارجي أندرسن على موقع اللجنة الأولمبية الدولية (الإنجليزية)
- تارجي أندرسن على موقع أوليمبيديا (الإنجليزية)